# Une vie à sauver
Pour plus de détails, voir Fiche technique et Distribution.
Une vie à sauver (To Save a Life en anglais) est un film chrétien américain réalisé par Brian Baugh, sorti le 5 novembre 2009 aux États-Unis.

## Synopsis
Jake Taylor (Randy Wayne) et Roger (Robert Bailey Jr.) sont meilleurs amis dans la banlieue de San Diego . Quand ils étaient enfants, Roger a sauvé Jake, lorsqu'une voiture a manqué le frapper, mais cela l'a paralysé. Une fois au lycée, Jake est devenu un joueur de basketball populaire et a rejoint un nouveau groupe d'amis, avec Amy sa petite amie. Roger est devenu solitaire en raison de son état de santé et est victime d'intimidation. Puis une tragédie prend place et Jake, se sent en partie responsable. Avec l'aide d'un pasteur, il prendra la décision d'aider des jeunes exclus à l'école, au risque de perdre des personnes proches de son entourage,.

## Fiche technique
- Réalisation :  Brian Baugh
- Musique :Christopher Lennertz
Timothy Michael Wynn

## Réception

### Box-office
Le film a récolté 3,8 millions de dollars au box-office mondial
pour un budget de 500,000 dollars.

### Critiques
Rotten Tomatoes a enregistré une note de 38% des critiques et 82% de l’audience et Metacritic a enregistré une note de 19/100 des critiques ,.